# Oswin Schlammadinger
Oswin Schlammadinger OSB (* 24. Juli 1868 in Wiener Neustadt als Ferdinand Schlammadinger; † 7. Mai 1953 in Admont) war ein österreichischer Geistlicher und der 63. Abt des Benediktinerstiftes Admont in der Steiermark.

## Leben

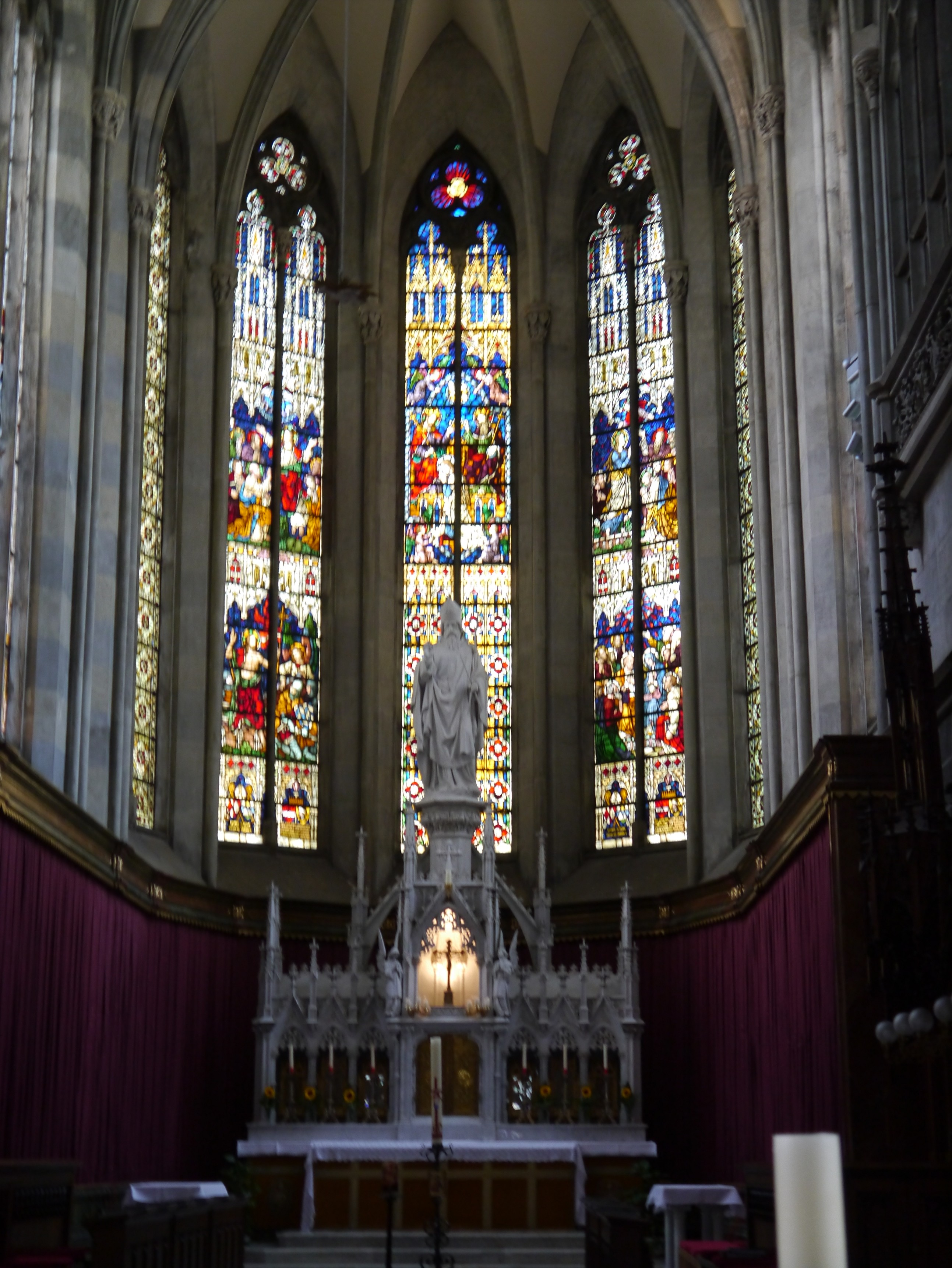
Die drei von Oswin Schlammadinger gestifteten Fenster im Chor der Stiftskirche Admont

Oswin Schlammadinger wurde am 24. Juli 1868 in Wiener Neustadt geboren und am 27. Juli 1868 auf den Namen Ferdinand getauft. Im Jahre 1887 trat er in das Stift Admont ein, wo er am 31. August 1889 die einfache Profess ablegte. Auf den Tag genau drei Jahre später erfolgte ab 31. August 1892 die feierliche Profess. Innerhalb des Klosters fungierte er unter anderem als Lektor an der theologischen Hauslehranstalt und lehrte an dieser ab 1897 Moraltheologie sowie ab 1900 Pastoraltheologie und ab 1906 zusätzlich Kirchenrecht. In der Zeit von 1898 bis 1906 trat er als Novizenmeister in Erscheinung, ehe er im Juli 1907 zum 63. Abt des Benediktinerstiftes Admont gewählt wurde und die Nachfolge von Kajetan Hoffmann antrat. Schlammadingers Benedizierung erfolgte in weiterer Folge am 5. August 1907.
Unter Oswin Schlammadinger wurde die Ausstattung der Stiftskirche Admont vollendet, für die er 1914 die drei Fenster im Chorschluss stiftete. Ihm widmete Robert Fuchs, auf dessen Veranlassung 1909 eine wesentliche Erweiterung der Orgel stattfand, 1917 seine Missa Sancti Oswini in G-dur, op. 108, die sogenannte Admonter Messe.
Ein wichtiger Aspekt im Abbatiat von Oswin Schlammadinger, in das Erster und Zweiter Weltkrieg sowie die Zwischenkriegszeit fielen, war die pastoraltheologische Sorge unter den sich wandelnden gesellschaftlichen Bedingungen. 1930, gleichzeitig mit der Fertigstellung und Weihe der im Zuge der Los-von-Rom-Bewegung entstandenen evangelischen Bekennerkirche in Admont, veranstaltete er den von 1600 Teilnehmern besuchten Admonter Katholikentag, auf dem auch der spätere Bundeskanzler Alfons Gorbach zum Thema Katholische Aktion sprach.
In Schlammadingers Amtszeit fiel der Bau des Elektrizitätswerkes des Stiftes Admont, das das Stift, die Wirtschaftsbetriebe und die Kirche ab 1911 mit Strom versorgte. Das E-Werk wurde vom späteren Abt Bonifaz Zölß geplant und nach dessen Plänen errichtet. Bis 1938 trat Zölß auch als Prokurist des Werkes in Erscheinung. Am 8. Dezember 1911 erhielt der Abt eine Probebeleuchtung in Form von kerzenförmigen Glühlampen. Am 24. Dezember 1911 wurde erstmals die elektrische Beleuchtung in der Stiftskirche aktiviert. Im Zuge der Weltwirtschaftskrise wurde auch das Stift Admont schwer in Mitleidenschaft gezogen. Aufgrund der entstandenen finanziellen Schwierigkeiten legte Schlammadinger sein Amt im Jahre 1935 nieder und ging in den frühzeitigen Ruhestand. Der als Wirtschaftsfachmann bekannte Zölß wurde nach Schlammadingers Resignation zum Apostolischen Administrator des Stiftes Admont bestellt. Bis zum Anschluss Österreichs im Jahre 1938 gelang es diesem durch Verkäufe von Liegenschaften, Kunstwerken und kostbaren Büchern die Finanzen des Stiftes weitestgehend zu sanieren. Unter den Verkäufen war unter anderem auch die sogenannte Admonter Madonna, die um 1310 datiert wird und in weiterer Folge nach Graz (danach jahrzehntelang ausgestellt im Grazer Joanneum) verkauft wurde.
Bereits 1929 hatte Zölß die Abtwahl in Kremsmünster ausgeschlagen; ebenso tat er dies bei einer Berufung nach Lambach. 1938 akzeptierte er allerdings die Wahl zum Koadjutor mit dem Recht der Nachfolge Schlammadingers, ehe er am 4. Mai 1938 benediziert wurde. Im darauffolgenden Jahr wurde das Kloster aufgehoben und das Stift mit all seinen Besitztümern von der Gestapo beschlagnahmt. Das vertriebene Konvent teilte sich größtenteils in den umliegenden Abteien und Klöstern auf. Nach der Rückkehr in das Stift nach Beendigung des Zweiten Weltkrieges behielt Zölß sein Amt als Koadjutor mit dem Recht der Nachfolge bis zum Tod von Schlammadinger im Jahre 1953 bei, ehe er selbst zum Abt aufstieg. Oswin Schlammadinger, der Zeit seines Lebens als begeisterter Musiker und hervorragender Alpinist galt, starb am 7. Mai 1953 im Alter von 86 Jahren in Admont.

## Wappenschild

Wappen Abt Schlammadingers an der ehemaligen Stiftsschmiede

Das Wappenschild von Abt Oswin Schlammadinger ist in zwei horizontale Abschnitte eingeteilt. Der untere Bereich vereinnahmt dabei etwa zwei Drittel des Schildes. In ebendiesem Abschnitt sind ein See und zwei Berge dargestellt, wobei hingegen im oberen schmäleren Bereich in der Mitte ein gerades Kreuz abgebildet ist. Flankiert wird dieses Kreuzes von je einem Edelweißzweig. Unterhalb des Wappenschildes befindet sich der Schriftzug Levavi als Verkürzung des Eingangsverses von Psalm 121: Ad montes oculos levavi (Zu den Bergen habe ich meine Augen erhoben).

## Ehrungen
Im Zusammenhang mit einer Budenerweiterung Ende 1913/Anfang 1914 im Admonterhof in Graz wurde Schlammadinger zum Ehrenmitglied der KÖStV Traungau Graz, einer farbentragenden, nicht-schlagenden und katholischen Studentenverbindung innerhalb des Österreichischen Cartellverbands, ernannt.